# Hypobleta festiva
Hypobleta festiva là một loài bướm đêm trong họ Noctuidae.